# Sittingbourne
Sittingbourne est une ville industrielle située à environ 13 kilomètres de Gillingham, dans le comté du Kent, dans le sud-est de l'Angleterre.
La ville connaît un essor rapide, en partie dû au développement de quartiers résidentiels et à sa proximité avec le centre de Londres (environ à une heure de train).
La version anglophone du Monde diplomatique y est publiée.